# 3457 Arnenordheim
3457 Arnenordheim eller 1985 RA3 är en asteroid i huvudbältet som upptäcktes den 5 september 1985 av den belgiske astronomen Henri Debehogne vid La Silla-observatoriet. Den är uppkallad efter den norske kompositören Arne Nordheim.
Asteroiden har en diameter på ungefär 12 kilometer och den tillhör asteroidgruppen Koronis.